# Cneu Cornélio Dolabela (cônsul em 81 a.C.)
Cneu Cornélio Dolabela (em latim: Cnaeus Cornelius Dolabella) foi um político da gente Cornélia da República Romana eleito cônsul em 81 a.C. com Marco Túlio Décula, durante a ditadura de Lúcio Cornélio Sula. Era neto de Cneu Cornélio Dolabela, cônsul em 159 a.C., e filho de Cneu Cornélio Dolabela, assassinado em 100 a.C. durante a revolta do tribuno Lúcio Apuleio Saturnino.

## Carreira
Dolabela possivelmente serviu como tribuno militar em 89 a.C. e rapidamente juntou-se ao grupo de seguidores mais próximos de Sula como legado, comandando uma de suas frotas em 83 a.C.. No ano seguinte, Dolabela participou da segunda marcha sobre Roma e lutou nas batalhas de Sacriporto e Porta Colina. Como recompensa por sua lealdade, Sula nomeou-o cônsul em 81 a.C., mas seu mandato foi apenas nominal, pois Sula detinha todo o poder em suas mãos.
Em 80 a.C., Dolabela foi nomeado procônsul da Macedônia e ficou no cargo até 78 a.C.. No ano seguinte, quando voltou a Roma, recebeu a honra de um triunfo por suas vitórias sobre os trácios, mas, logo em seguida, foi acusado de extorsão durante seu mandato pelo jovem Júlio César e processado. Sua defesa foi conduzida pelos dois maiores oradores da época, Caio Aurélio Cota e Quinto Hortênsio Hórtalo, que conseguiram que ele fosse absolvido.